# マクシミリアーノ・ロペス
- マキシ・ロペス

マクシミリアーノ・ガストン・ロペス（Maximiliano Gastón López, 1984年4月3日 - ）は、アルゼンチン・ブエノスアイレス出身の元サッカー選手。ポジションはフォワード。通称マキシ・ロペス (Maxi López) 。
なお、父方の祖父母がモリーゼ州カンポバッソ出身であるため、イタリアのパスポートも有したイタリア系アルゼンチン人である。

## 経歴

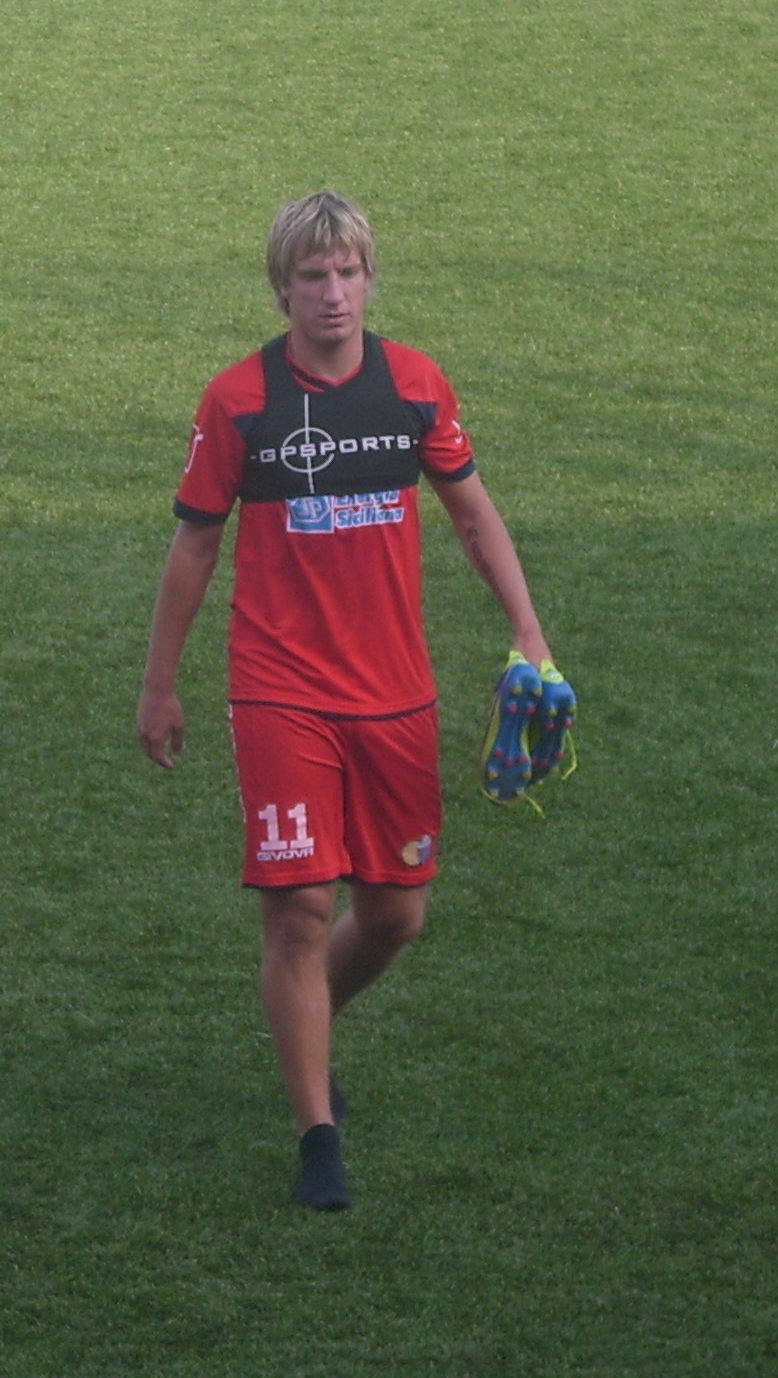
カターニア時代のロペス

8歳で名門CAリーベル・プレートの下部組織に加入。早くからその才能を見込まれ、「ガブリエル・バティストゥータ2世」と呼ばれる。U-15、U-17のアルゼンチン代表で活躍し、U-17ではカルロス・テベスやハビエル・マスチェラーノと共にU-17世界選手権ベスト4入りの原動力となる。17歳でラモン・ディアス率いるトップチームに昇格、ハビエル・サビオラが付けていた背番号7を背負う。この時期、イタリア・セリエAのレッジーナ・カルチョからオファーを受けるが、時期尚早と判断しオファーを断っている。
2003年初頭、極度の不振によりトップチームから遠ざかり、ワールドユースの代表入りも逃してしまう。しかしながら翌年に復調、レギュラーとしてプレーする機会が増え、2トップを組んでいたフェルナンド・カベナギの移籍後はチームの中心的な存在となる。
2005年1月、ヘンリク・ラーションの大ケガでセンターフォワードが不足したFCバルセロナへ加入。UEFAチャンピオンズリーグ決勝トーナメント第1戦チェルシーFC戦では同点ゴール、そして逆転ゴールに絡むシュートを放ち、救世主的存在となる。しかしラーションが復帰した後は出場機会が激減。出場機会を求め、2006-07シーズンよりRCDマヨルカにレンタル移籍するも、2得点を挙げるに留まる。
2007年夏、200万ユーロ（約3億1000万円）でFCモスクワ（ロシア）への移籍。2007-08シーズンは9試合6得点とチームのリーグ戦4位躍進に大きな貢献を果たす。
2009年、ブラジルのグレミオFBPAへレンタル移籍。
2010年にはイタリアのカルチョ・カターニアへ完全移籍、4年契約を結んだ。ロペスは降格圏だった同チームを、最終節を待たずして残留確定させる原動力となった。
2012年の1月下旬、ACミランへレンタル移籍した。
2014年6月30日、ACキエーヴォ・ヴェローナに移籍した。
2015年1月13日、トリノFCに移籍した。
2017年8月、ウディネーゼ・カルチョに移籍した。
2018年7月15日、CRヴァスコ・ダ・ガマと2019年12月までの契約を締結したことが発表された。
2019年8月23日、FCクロトーネに移籍した。
2021年7月29日、現役引退を表明した。

## 人物
- 11歳の時父親を亡くしたため家庭が経済的に困窮し、空腹のため眠れないこともあったという。
- 体は大きいが、性格は非常に温厚である。リーベルに所属していた2002年8月11日、アペルトゥーラの第3節CAコロン戦でゴールを決めた後、感動のあまり泣き崩れた事がある。
- 長髪ブロンドで甘いマスクのため、ファンも多い。
- 2008年5月、アルゼンチンの人気グラビアアイドルのワンダ・ナラと結婚し、2009年1月には第1子を授かったが、ワンダと元チームメイトのマウロ・イカルディとの不倫が発覚し、2013年に離婚した[8]。その後イカルディは、挑発とも受け取ることのできる投稿をSNS上などで繰り返した。2014年4月13日、両者間で険悪な関係が続く中行われたサンプドリア対インテルのセリエA第33節では、マキシ・ロペスがイカルディとの握手を拒否したことで話題となった。試合はイカルディが2得点の一方、ロペスはPKを外し、インテルが4得点で勝利した[9]。

## タイトル

### クラブ
CAリーベル・プレート
- プリメーラ・ディビシオン : 2001-02C, 2002-03C, 2003-04C

FCバルセロナ
- プリメーラ・ディビシオン : 2004-05, 2005-06
- スーペルコパ・デ・エスパーニャ : 2005
- UEFAチャンピオンズリーグ : 2005-06